# Похела Бойшах
Похела Бойшах ( бенг. পহেলা বৈশাখ, англ. Pohela Boishakh) — перший день бенгальського календаря, який також є офіційним календарем Бангладешу. Це свято відзначається 14 квітня в Бангладеші і 15 квітня в індійських штатах Західна Бенгалія, Тріпура, Джаркханд і Ассам ( Долина Барак ) бенгальцями незалежно від релігії.    
Святкування Похела Бойшах сягає своїм корінням до традицій мусульманської громади Старої Дакки під час правління Великих Моголів,  а також до реформ збору податків Акбара. 
Свято відзначається процесіями, ярмарками та сімейними зборами. Традиційне привітання бенгальців у новому році - শুভ নববর্ষ «Шубхо Нобоборшо», що буквально означає «З Новим роком». У Бангладеші організовується святкова Мангал Шобхаджатра. У 2016 році ЮНЕСКО оголосило це свято, організоване факультетом образотворчих мистецтв Університету Дакки, культурною спадщиною людства.

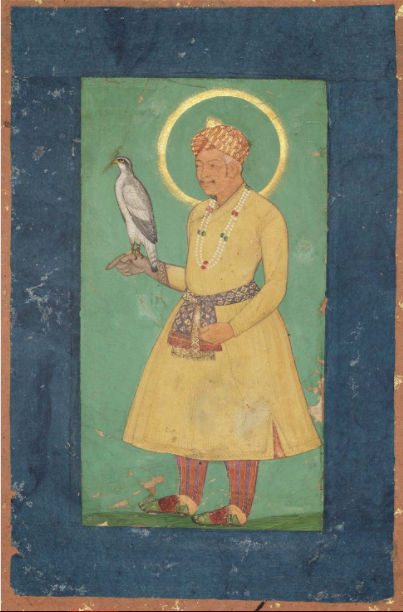
Імператор Моголів Акбар розпочав святкування бенгальського Нового року та офіційно запровадив бенгальський календар, щоб полегшити процес збору податків.

Святкування бенгальського нового року Похела Бойшах починається на світанку, організоване культурною організацією Chhayanaut, яка зустрічає рік у Рамна Батамул під деревом баньяну в парку Рамна в Бангладеш.